# Shevon Stoddart
Shevon Kaiwana Stoddart, coniugata Nieto (21 novembre 1982), è un'ex ostacolista giamaicana, specializzata nei 400 metri ostacoli.

## Biografia
Nata in Giamaica, Stoddart è cresciuta a New York e successivamente, grazie ad una borsa di studio, ha studiato presso l'Università della Carolina del Sud, facendo parte del team di atletica leggera.
Internazionalmente ha esordito nel 2004, dopo aver vinto due medaglie ai Campionati NACAC under 23, partecipando ai suoi primi Giochi olimpici ad Atene 2004. In seguito ha preso parte ancora alle Olimpiadi di Pechino 2008 e ad altri eventi internazionali come i Mondiali in Cina nel 2015, ultimo evento internazionale disputato prima di ritirarsi.
Nel 2017, ha sposato l'altista statunitense Jamie Nieto. Nel 2020 ha preso parte ai provini di America's Got Talent, raccontando la storia della paralisi del marito attraverso una canzone.

## Progressione

### 400 metri ostacoli
| Stagione | Tempo   | Luogo          | Data      | Rank. Mond. |
| -------- | ------- | -------------- | --------- | ----------- |
| 2015     | 55"29   | Kingston       | 26-6-2015 | 21ª         |
| 2014     | 55"56   | Kingston       | 27-6-2014 | 25ª         |
| 2013     | 55"54   | George Town    | 8-5-2013  | 32ª         |
| 2012     | 56"09   | Kingston       | 28-6-2012 | 51ª         |
| 2011     | 57"18   | Clermont       | 11-6-2011 | 87ª         |
| 2010     | 57"41   | Atlanta        | 15-5-2010 | 113ª        |
| 2009     | 56"19   | New York       | 30-5-2009 | 42ª         |
| 2008     | 54"71   | Fort-de-France | 8-5-2008  | 14ª         |
| 2007     | 55"42   | Rio de Janeiro | 25-7-2007 | 25ª         |
| 2006     | 55"96   | Carolina       | 18-5-2006 | 41ª         |
| 2005     | 54"47   | Sacramento     | 11-6-2005 | 10ª         |
| 2004     | 55"50   | Kingston       | 27-6-2004 | 31ª         |
| 2003     | 57"45   | Sacramento     | 12-6-2003 | 92ª         |
| 2002     | 57"64   | Baton Rouge    | 29-5-2002 | 85ª         |
| 2001     | 59"10   | Richmond       | 17-6-2001 | 206ª        |
| 2000     | 58"86   | Denton         | 24-6-2000 |             |
| 1999     | 1'02"98 | Filadelfia     | 22-4-1999 |             |

## Palmarès
| Anno | Manifestazione          | Sede           | Evento   | Risultato  | Prestazione | Note                                     |
| ---- | ----------------------- | -------------- | -------- | ---------- | ----------- | ---------------------------------------- |
| 2004 | Campionati NACAC U23    | Sherbrooke     | 400 m hs | Oro        | 56"86       |                                          |
| 2004 | Campionati NACAC U23    | Sherbrooke     | 4×400 m  | Argento    | 3'35"42     |                                          |
| 2004 | Giochi olimpici         | Atene          | 400 m hs | Batteria   | 56"61       |                                          |
| 2005 | Campionati CAC          | Nassau         | 400 m hs | Bronzo     | 56"64       |                                          |
| 2005 | Mondiali                | Helsinki       | 400 m hs | Semifinale | 56"49       |                                          |
| 2006 | Giochi del Commonwealth | Melbourne      | 400 m hs | 5ª         | 56"67       |                                          |
| 2006 | Giochi CAC              | Cartagena      | 400 m hs | 4ª         | 57"13       |                                          |
| 2006 | Giochi CAC              | Cartagena      | 4×400 m  | Argento    | 3'32"86     |                                          |
| 2007 | Giochi panamericani     | Rio de Janeiro | 400 m hs | 4ª         | 55"42       | Miglior prestazione personale stagionale |
| 2008 | Giochi olimpici         | Pechino        | 400 m hs | Batteria   | 56"52       |                                          |
| 2015 | Mondiali                | Pechino        | 400 m hs | Batteria   | 56"60       |                                          |